# Ariel Zapata Pizarro
Ariel Antonio Zapata Pizarro (Puntarenas, 3 de enero de 1997) es un futbolista costarricense que juega como delantero y actualmente milita en Limón Black Star de la Segunda División de Costa Rica.

## Clubes
| Club                | País       | Año           |
| ------------------- | ---------- | ------------- |
| Santos de Guápiles  | Costa Rica | 2015 - 2017   |
| A.D. Cariari Pococí | Costa Rica | 2017 - 2021   |
| Aserrí Fútbol Club  | Costa Rica | 2022 - 2023   |
| Limón Black Star    | Costa Rica | 2023 - actual |